# Petit dodecàedre truncat estelat
En geometria, el petit dodecàedre truncat estelat o petit dodecàedre quasitruncat estelat és un políedre uniforme no convex indexat com a U58. Té 24 cares (12 pentàgons i 12 decagrames), 90 arestes i 60 vèrtexs. Té un símbol de Schläfli t{5/3,5} i un diagrama de Coxeter .

## Políedres relacionats
Comparteix l'arranjament de vèrtexs amb tres altres políedres uniformes: el rombicosidodecàedre, el petit dodecicosidodecàedre i el petit rombidodecàedre. També té el mateix arranjament de vèrtexs que els compostos uniformes de 6 o 12 prismes pentagràmics:
| rombicosidodecàedre              | petit dodecicosidodecàedre          | petit rombidodecàedre                 |
| petit dodecàedre truncat estelat | compost de sis prismes pentagràmics | compost de dotze prismes pentagràmics |